# Margarete Sophie av Österrike
Margarete Sophie av Österrike, född 1870, död 1902, var en österrikisk ärkehertiginna. 
Hon var furstinne-abbedissa i Theresianisches Adeliges Damenstift i Prag mellan 1886 och 1894. Hon gifte sig 1893 med kronprinsen av Württemberg, Albrecht, hertig av Württemberg. 